# Jim Eno
Jim Eno (Rhode Island, 8 de fevereiro de 1966) é o baterista e um dos fundadores da banda Spoon. Ele também é produtor musical e designer de chips semicondutores.

## Visão geral
Eno nasceu em Rhode Island. Ele estudou engenharia elétrica na Universidade Estadual da Carolina do Norte e trabalhou como engenheiro de design de hardware na Compaq Computer Corporation em Houston, antes de se mudar para Austin em 1992 para projetar microchips para a Motorola. Desde que ingressou em Spoon, também trabalhou para a Metta Technology como engenheiro elétrico. Desde meados de 2006, se dedicou inteiramente a carreira musical.
Eno conheceu Britt Daniel, vocalista do Spoon, quando substituiu o baterista da antiga banda de Daniel, The Alien Beats. Ele possui um estúdio chamado Public HiFi em Austin, Texas, onde a banda costuma gravar. Ele co-produziu álbuns para o Spoon e produziu álbuns para outras bandas, incluindo !!!, Heartless Bastards, The Relatives e The Strange Boys. Eno chegou a trabalhar ao lado dos produtores Tony Visconti e Steve Berlin. Também produziu duas músicas para a estreia solo do ex-vocalista do Voxtrot, Ramesh Srivastava, e mixou todas as três músicas do "EP 1".
Começando no Austin City Limits Festival em 2012 e continuando com o SXSW 2013, 2014 e 2015, Jim Eno tem feito sessões exclusivas para o Spotify. Os artistas apresentados incluem: The Shins, Palma Violets, Father John Misty, The 1975, Phantogram, Poliça, Jagwar Ma, The Hold Steady e Rag'n'Bone Man.
Eno ficou em 31º lugar na lista dos cinquenta maiores bateristas de rock da revista Stylus.

### Discografia como produtor, engenheiro e mixer[10]
| Ano de lançamento | Álbum                                   | Artista                              |
| ----------------- | --------------------------------------- | ------------------------------------ |
| 2017              | Jim Eno Spotify Sessions                | Rag'n'Bone Man                       |
| 2017              | Jim Eno Spotify Sessions                | Spoon                                |
| 2017              | Jim Eno Spotify Sessions                | Mondo Cozmo                          |
| 2017              | Jim Eno Spotify Sessions                | Sohn                                 |
| 2016              | From The Forest Came The Fire           | Dana Falconberry e Medicine Bow      |
| 2016              | Jim Eno Spotify Sessions                | Everything Everything                |
| 2015              | Sorry All Over The Place                | The Kickback                         |
| 2015              | Jim Eno Spotify Sessions                | Twin Peaks                           |
| 2015              | Jim Eno Spotify Sessions                | Courtney Barnett                     |
| 2015              | Jim Eno Spotify Sessions                | Catfish and the Bottlemen            |
| 2015              | The Chase + Haunted By You              | Future Islands                       |
| 2014              | Blue Planet Eyes                        | The Preatures                        |
| 2014              | They Want My Soul                       | Spoon                                |
| 2014              | Jim Eno Spotify Sessions                | Haerts                               |
| 2014              | Jim Eno Spotify Sessions                | Magic Man                            |
| 2014              | Jim Eno Spotify Sessions                | Cody Chesnutt                        |
| 2014              | Jim Eno Spotify Sessions                | The Hold Steady                      |
| 2014              | Jim Eno Spotify Sessions                | Jagwar Ma                            |
| 2014              | Jim Eno Spotify Sessions                | Lucius                               |
| 2014              | Jim Eno Spotify Sessions                | Phantogram                           |
| 2014              | Lies (Track)                            | Wild Cub                             |
| 2014              | Tomorrow Is A Long Time (Track)         | Phosphorescent                       |
| 2014              | Ritual In Repeat (Track)                | Tennis                               |
| 2014              | Palmless (EP)                           | Dana Falconberry                     |
| 2014              | Shiner (EP)                             | Mainland                             |
| 2013              | Jim Eno Spotify Sessions                | Willy Moon                           |
| 2013              | Jim Eno Spotify Sessions                | Frank Turner                         |
| 2013              | Jim Eno Spotify Sessions                | The 1975                             |
| 2013              | Jim Eno Spotify Sessions                | Palma Violets                        |
| 2013              | Jim Eno Spotify Sessions                | Haim                                 |
| 2013              | Jim Eno Spotify Sessions                | Joe Banfi                            |
| 2013              | Thr!!!er                                | !!!                                  |
| 2013              | Dormarion                               | Telekinesis                          |
| 2013              | The Electric Word                       | The Relatives                        |
| 2013              | Nuestro Camino                          | Dupree                               |
| 2013              | "Bye Bye 17"                            | Har Mar Superstar                    |
| 2013              | "Unofferable" (track)                   | Half Moon Run                        |
| 2013              | Small Sounds EP                         | Tennis                               |
| 2012              | Jim Eno Spotify Sessions                | The Shins                            |
| 2012              | Jim Eno Spotify Sessions                | Polica                               |
| 2012              | Jim Eno Spotify Sessions                | Michael Kiwanuka                     |
| 2012              | Jim Eno Spotify Sessions                | Father John Misty                    |
| 2012              | Jim Eno Spotify Sessions                | Gardens &amp; Villa                  |
| 2012              | Jim Eno Spotify Sessions                | Tennis                               |
| 2012              | Arrow                                   | Heartless Bastards                   |
| 2012              | Big Station                             | Alejandro Escovedo                   |
| 2012              | Butter                                  | Turbo Fruits                         |
| 2012              | Nein!                                   | Locas in Love                        |
| 2012              | Self-titled EP                          | RAMESH                               |
| 2012              | Natives                                 | Bright Moments                       |
| 2012              | Echoland                                | Echocentrics                         |
| 2012              | Oozy                                    | Brownout                             |
| 2012              | Preachers                               | My Jerusalem                         |
| 2012              | Solo - Full Length - TBD                | Juston Stens                         |
| 2011              | Live Music                              | Strange Boys                         |
| 2011              | Love Notes/Letter Bombs                 | The Submarines                       |
| 2011              | Scandalous                              | Black Joe Lewis &amp; the Honeybears |
| 2011              | The Orientalist                         | Daniel Hart                          |
| 2011              | Give You the Ghost                      | Poliça                               |
| 2011              | Cover Song - TBD                        | Gayngs                               |
| 2011              | I'm Alright                             | Cornell Dupree                       |
| 2011              | Little Raider EP                        | Will Johnson                         |
| 2011              | The King EP                             | Ramesh                               |
| 2010              | Transference                            | Spoon                                |
| 2010              | Animalore                               | Via Audio                            |
| 2010              | Lay Down (Song)                         | John Vanderslice                     |
| 2009              | Got Nuffin'                             | Spoon                                |
| 2009              | Tell 'Em What Your Name Is!             | Black Joe Lewis &amp; the Honeybears |
| 2009              | Taller Children (Song)                  | Elizabeth &amp; the Catapult         |
| 2009              | Trepanation Party (Song)                | Voxtrot                              |
| 2009              | Birds (Song for Multiple Sarcasms)      | Diane Birch                          |
| 2008              | Chances Are (Remix)                     | Apostle of Hustle                    |
| 2008              | Welcome to the Follow Through           | Benko                                |
| 2008              | Your Nearest Exit May Be Behind You     | Sally Crewe                          |
| 2008              | Re-Arrange Us (1 Song)                  | Mates of State                       |
| 2007              | Lynn Teeter Flower                      | Maria Taylor                         |
| 2007              | Ga Ga Ga Ga Ga                          | Spoon                                |
| 2007              | Say Something                           | Via Audio                            |
| 2007              | The Spirit of Giving - EP               | The New Pornographers                |
| 2007              | Cover Yourself                          | Blues Traveler                       |
| 2005              | Shortly After Take-Off                  | Sally Crewe                          |
| 2005              | Gimme Fiction                           | Spoon                                |
| 2004              | Trying to Never Catch Up (Bonus Tracks) | What Made Milwaukee Famous           |
| 2004              | Home, Vol. 4                            | Bright Eyes                          |
| 2004              | Comedy Horn                             | Zykos                                |
| 2003              | Unite Tonight                           | Those Peabodys                       |
| 2003              | Team Boo                                | Mates of State                       |
| 2003              | Drive It Like You Stole It              | Sally Crewe                          |
| 2002              | Kill the Moonlight                      | Spoon                                |
| 2001              | Girls Can Tell                          | Spoon                                |
| 2000              | Living on the Outside                   | Eliza Wren                           |
| 2000              | Love Ways                               | Spoon                                |